# Charles Bailey Faulhaber
Charles Bailey Faulhaber (* 18. September 1941 in East Cleveland, Ohio) ist ein US-amerikanischer Hispanist.

## Leben
Der Sohn von Kenneth Frederick und Lois Marie (Bailey) Faulhaber erwarb 1963 den Bachelor an der Yale University, 1966 den Master of Arts an der University of Wisconsin und 1969 bei Gustavo Correa den Doctor of Philosophy an der Yale University. Er lehrte an der University of California, Berkeley (Assistant Professor 1969–1975; Associate Professor 1975–1980; Professor 1980–2011). Er war von 1995 bis 2011 Direktor der Bancroft Library.
Seine Forschungsschwerpunkte sind mittelalterliche spanische Literatur; mittelalterliche Rhetorik; Kodikologie und Paläographie; Computerisierung der wissenschaftlichen Methodik.

## Schriften (Auswahl)
- Latin rhetorical theory in thirteenth and fourteenth century Castile. Los Angeles 1972, ISBN 0-520-09403-4.
- Juan Gil de Zamora. Dictaminis epithalamium. Edición y estudio. Pisa 1978, OCLC 468843039.
- mit John S. Geary und Dwayne E. Carpenter (Hrsg.): Florilegium hispanicum. Medieval and golden age studies. Presented to Dorothy Clotelle Clarke. Madison 1983, ISBN 0-942260-26-0
- Medieval manuscripts in the Library of the Hispanic Society of America. Religious, legal, scientific, historical, and literary manuscripts. New York 1983, OCLC 832280675.
- mit Angel Gómez Moreno, David Mackenzie, John J. Nitti, Brian Dutton (Hrsg.): Bibliography of Old Spanish texts. Madison 1984, ISBN 0-942260-43-0.
- mit Richard P. Kinkade und T. A. Perry (Hrsg.): Studies in Honor of Gustavo Correa. Potomac 1986, ISBN 0-916379-15-9.
- mit A. Gómez Moreno: Normas para BOOST4. Madison 1986, OCLC 934376027.
- Libros y bibliotecas en la España medieval. Una bibliografía de fuentes impresas. London 1987, ISBN 84-599-2173-5.
- Medieval manuscripts in the Library of the Hispanic Society of America. Documents and letters. New York 1993, OCLC 30691554.